# Kalfa
Kalfa (in turco "apprendista, assistente") era un termine generale nell'Impero ottomano per indicare le donne assistenti e le soprintendenti in servizio nel palazzo imperiale. Le ragazze novizie dovevano attendere la promozione al grado di kalfa. Era un grado inferiore a quello di usta ("maestra"), il titolo dei principali funzionari amministrativi/di vigilanza dell'harem. I titoli usta e kalfa appartengono alla terminologia dell'organizzazione delle corporazioni ottomane e di altri organi di società organizzati gerarchicamente. Giuridicamente ragazze schiave, queste donne, a seconda del loro grado, potevano esercitare una notevole autorità e influenza nei loro doveri ed erano generalmente trattate con molto rispetto dagli assistenti di rango inferiore nell'harem così come dai membri della famiglia imperiale.
Tra gli artigiani il termine presentava un rango simile: quello di un giovane maestro non ancora diplomato allo status di usta e in grado di aprire il proprio negozio.

## Kalfa imperiali
Le kalfa al servizio personale del monarca erano chiamate hünkâr kalfaları (in turco 'kalfa imperiali'). L'hazinedar (in turco "tesoriere") erano le kalfa cameriere di alto rango incaricate di compiti di vigilanza nell'harem. Conosciute anche come usta, si classificavano al di sopra delle normali kalfa e includevano nel loro numero le hünkür kalfaları. Il loro capo, l'hazinedar usta o alto hazinedar, occupava la seconda posizione più alta nel servizio dell'harem.

## Kalfa degne di nota
Tra le donne degne di nota tradizionalmente kalfa vi fu Cevri Kalfa, una schiava che salvò la vita del sultano Mahmud II. Fu premiata per il suo coraggio e lealtà e nominata hazinedar usta, il capo tesoriere dell'harem Imperiale, che era la seconda posizione più importante nella gerarchia.
Le mogli di molti sultani furono kalfa prima del loro matrimonio.